# Wintershall

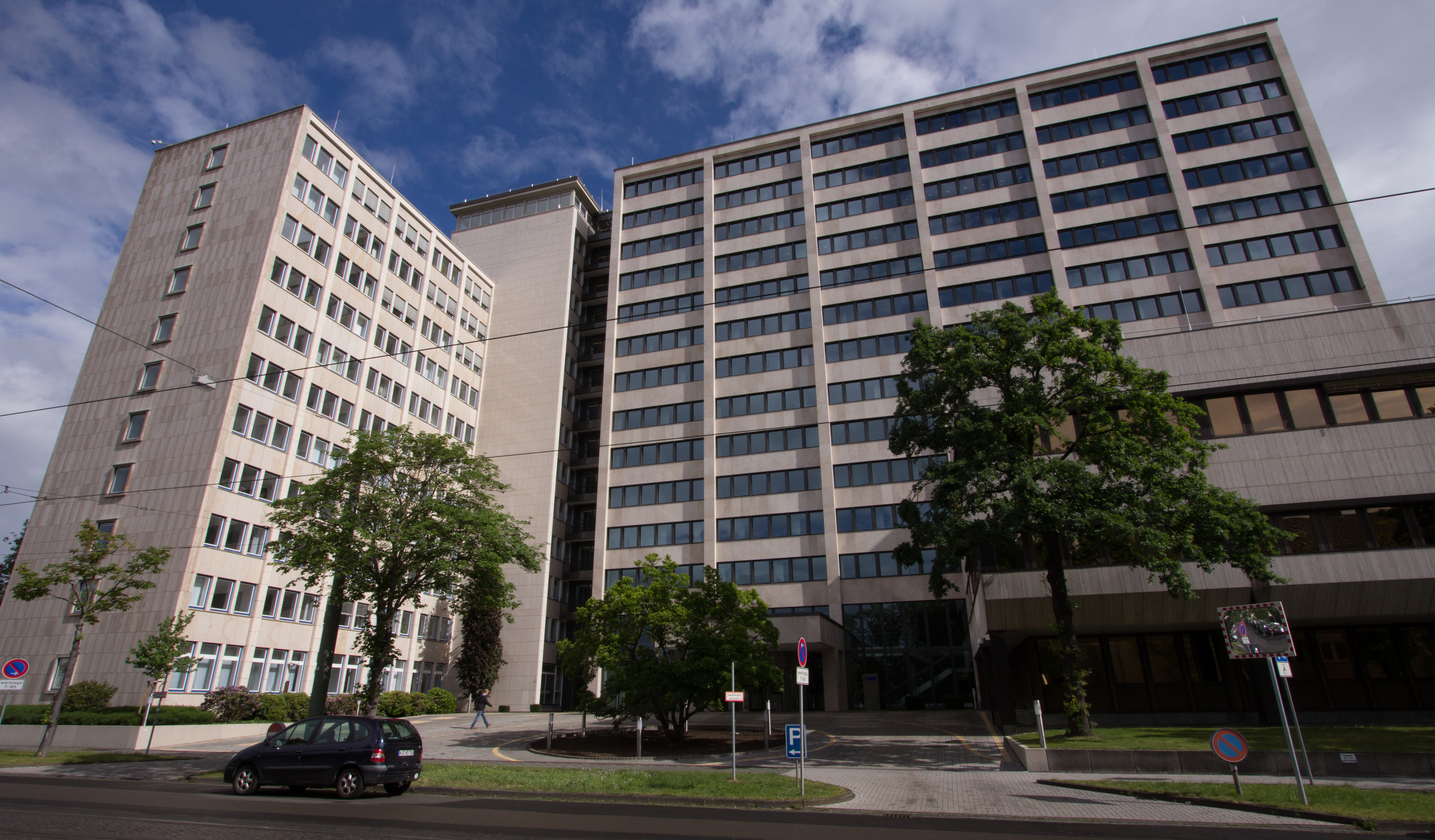
Wintershall in Kassel

A Wintershall é uma empresa alemã do setor de exploração e produção de petróleo e gás.